# Paul Poels
Paul Poels (1 mei 1944) is een voormalige Belgische atleet, die was gespecialiseerd in de sprint. Hij nam eenmaal deel aan de Europese kampioenschappen en veroverde op twee onderdelen twaalf Belgische titels.

## Biografie
Poels veroverde in 1963 zijn eerste Belgische titel alle categorieën op de 100 m. Het volgende jaar realiseerde hij de dubbel met ook een titel op de 200 m. Tot 1970 zou hij op beide afstanden zes titels veroveren, waarvan vijfmaal de dubbel 100 en 200 m.
Poels nam in 1969 deel aan de Europese kampioenschappen. Hij werd met een tijd van 11,0 s uitgeschakeld in de reeksen van de 100 m. Hij verbeterde dat jaar ook het Belgisch record op de 200 m tot 21,0.

### Clubs
Poels was aangesloten bij SC Anderlecht en verhuisde in 1966 naar DC Leuven.

## Belgische kampioenschappen
| Onderdeel | Jaar                               |
| --------- | ---------------------------------- |
| 100 m     | 1963, 1964, 1966, 1967, 1969, 1970 |
| 200 m     | 1964, 1965, 1966, 1967, 1969, 1970 |

## Persoonlijke records
| Onderdeel | Prestatie      | Datum        | Plaats  |
| --------- | -------------- | ------------ | ------- |
| 100 m     | 10,4 s (ex-NR) | 3 juni 1963  | Berchem |
| 200 m     | 21,0 s (ex-NR) | 20 juli 1969 | Madrid  |

## Palmares

### 100 m
- 1963:  BK AC - 10,9 s
- 1964:  BK AC – 10,8 s
- 1966:  BK AC – 10,4 s (NR)
- 1967:  BK AC – 10,8 s
- 1969:  BK AC – 10,6 s
- 1969: 7e in reeks EK in Athene – 11,0 s
- 1970:  BK AC – 10,4 s (NR)

### 200 m
- 1964:  BK AC – 21,8 s
- 1965:  BK AC – 21,7 s
- 1966:  BK AC – 21,4 s
- 1967:  BK AC – 21,4 s
- 1969:  BK AC – 21,4 s
- 1970:  BK AC – 21,5 s